# Millom
Millom – portowe miasto i civil parish w Wielkiej Brytanii, w Anglii, w hrabstwie Kumbria, w dystrykcie (unitary authority) Cumberland. Leży 43 km od miasta Whitehaven, 79,1 km od miasta Carlisle i 368,5 km od Londynu. W 2011 roku civil parish liczyła 7829 mieszkańców. Millom jest wspomniana w Domesday Book (1086) jako Hougun.
W tym mieście ma swą siedzibę klub rugby – Millom RLFC.